# 2011-es Copa América (A csoport)
A 2011-es Copa América A csoportja egyike volt a 2011-es Copa América 3 csoportjának. A csoport első mérkőzését július 1-jén, míg a két utolsó mérkőzést július 10-én és 11-én játszották a csapatok. A csoport tagjai: a házigazda Argentína, Bolívia, Costa Rica és Kolumbia.

## Tabella
A csoportot Kolumbia nyerte, a második helyen Argentína jutott tovább a negyeddöntőbe. Costa Rica harmadik helyezettként nem jutott tovább, mert a B csoportban Paraguaynak és a C csoportban Perunak is jobb eredménye volt.
| Csapat     | M | Gy | D | V | G+ | G– | Gk | P |
| ---------- | - | -- | - | - | -- | -- | -- | - |
| Kolumbia   | 3 | 2  | 1 | 0 | 3  | 0  | +3 | 7 |
| Argentína  | 3 | 1  | 2 | 0 | 4  | 1  | +3 | 5 |
| Costa Rica | 3 | 1  | 0 | 2 | 2  | 4  | –2 | 3 |
| Bolívia    | 3 | 0  | 1 | 2 | 1  | 5  | −4 | 1 |

## Argentína – Bolívia
| 2011. július 1. 21:45 (UTC–3) |

| Argentína  | 1–1               | Bolívia   |
| ---------- | ----------------- | --------- |
| Agüero 75' | (0–0) Jegyzőkönyv | Rojas 47' |

| Estadio Ciudad de La Plata, La Plata Játékvezető: Roberto Silvera (uruguayi) |

| Argentína | Bolívia |

| ARGENTÍNA:           |    |                   |     |     |
|                      |    |                   |     |     |
| GK                   | 23 | Sergio Romero     |     |     |
| RB                   | 8  | Javier Zanetti    |     |     |
| CB                   | 4  | Nicolás Burdisso  |     |     |
| CB                   | 6  | Gabriel Milito    |     |     |
| LB                   | 17 | Marcos Rojo       |     |     |
| RM                   | 19 | Éver Banega       |     |     |
| CM                   | 14 | Javier Mascherano |     |     |
| LM                   | 5  | Esteban Cambiasso |     | 46' |
| RW                   | 21 | Ezequiel Lavezzi  | 54' | 70' |
| LW                   | 11 | Carlos Tévez      | 37' |     |
| CF                   | 10 | Lionel Messi      |     |     |
| Cserék:              |    |                   |     |     |
| LM                   | 7  | Ángel Di María    |     | 46' |
| RW                   | 16 | Sergio Agüero     |     | 70' |
| Szövetségi kapitány: |    |                   |     |     |
| Sergio Batista       |    |                   |     |     |

| BOLÍVIA:             |    |                    |     |     |
|                      |    |                    |     |     |
| GK                   | 1  | Carlos Erwin Arias |     |     |
| RB                   | 16 | Ronald Raldes      |     |     |
| CB                   | 5  | Ronald Rivero      | 87' |     |
| CB                   | 4  | Lorgio Álvarez     |     |     |
| LB                   | 3  | Luis Gutiérrez     | 38' |     |
| RM                   | 15 | Jaime Robles       |     |     |
| CM                   | 6  | Wálter Flores      | 34' |     |
| LM                   | 21 | Jhasmani Campos    |     | 80' |
| AM                   | 10 | Joselito Vaca      |     | 63' |
| CF                   | 7  | Edivaldo Rojas     |     | 89' |
| CF                   | 9  | Marcelo Martins    |     |     |
| Cserék:              |    |                    |     |     |
| AM                   | 19 | José Luis Chávez   | 75' | 63' |
| FW                   | 17 | Juan Carlos Arce   |     | 80' |
| MF                   | 22 | Rudy Cardozo       |     | 89' |
| Szövetségi kapitány: |    |                    |     |     |
| Gustavo Quinteros    |    |                    |     |     |

| A mérkőzés játékosa: Lionel Messi (Argentína) Asszisztensek: Miguel Nievas (uruguayi) Luis Alvarado (ecuadori) Negyedik számú játékvezető: Carlos Vera (ecuadori) |

## Kolumbia – Costa Rica
| 2011. július 2. 15:30 (UTC–3) |

| Kolumbia  | 1–0               | Costa Rica |
| --------- | ----------------- | ---------- |
| Ramos 44' | (1–0) Jegyzőkönyv |            |

| Estadio 23 de Agosto, jujuy Játékvezető: Enrique Osses (chilei) |

| Kolumbia | Costa Rica |

| KOLUMBIA:            |    |                     |     |     |
|                      |    |                     |     |     |
| GK                   | 12 | Neco Martínez       |     |     |
| RB                   | 18 | Juan Zúñiga         | 54' |     |
| CB                   | 3  | Mario Yepes         |     |     |
| CB                   | 14 | Luis Amaranto Perea |     |     |
| LB                   | 7  | Pablo Armero        |     |     |
| RM                   | 4  | Gustavo Bolívar     |     |     |
| CM                   | 13 | Fredy Guarín        | 53' |     |
| LM                   | 8  | Abel Aguilar        |     | 33' |
| RW                   | 17 | Dayro Moreno        |     | 69' |
| LW                   | 9  | Radamel Falcao      |     | 77' |
| CF                   | 20 | Adrián Ramos        |     |     |
| Cserék:              |    |                     |     |     |
| CF                   | 11 | Hugo Rodallega      |     | 33' |
| MF                   | 21 | Teófilo Gutiérrez   |     | 69' |
| FW                   | 16 | Elkin Soto          |     | 77' |
| Szövetségi kapitány: |    |                     |     |     |
| Hernán Darío Gómez   |    |                     |     |     |

| COSTA RICA:          |    |                    |     |     |
|                      |    |                    |     |     |
| GK                   | 18 | Leonel Moreira     |     |     |
| RB                   | 4  | Jose Salvatierra   |     |     |
| CB                   | 3  | Jhonny Acosta      |     |     |
| CB                   | 2  | Francisco Calvo    | 23' |     |
| CB                   | 19 | Óscar Duarte       |     |     |
| LB                   | 20 | Pedro Leal         |     |     |
| CM                   | 8  | David Guzmán       | 19' | 74' |
| CM                   | 11 | Diego Madrigal     | 15' |     |
| RW                   | 10 | Randall Brenes     | 27′ | 71' |
| LW                   | 6  | Heiner Mora        |     |     |
| CF                   | 12 | Joel Campbell      |     | 46' |
| Cserék:              |    |                    |     |     |
| FW                   | 21 | César Elizondo     |     | 46' |
| FW                   | 17 | Josué Martínez     |     | 71' |
| MF                   | 22 | José Miguel Cubero |     | 74' |
| Szövetségi kapitány: |    |                    |     |     |
| Ricardo La Volpe     |    |                    |     |     |

| A mérkőzés játékosa: Adrián Ramos (Kolumbia) Asszisztensek: Francisco Mondria (chilei) Nicolás Yegros (paraguayi) Negyedik számú játékvezető: Antonio Arias (paraguayi) |

## Argentína – Kolumbia
| 2011. július 6. 21:45 (UTC–3) |

| Argentína | 0–0         | Kolumbia |
| --------- | ----------- | -------- |
|           | Jegyzőkönyv |          |

| Estadio Brigadier General Estanislao López, Santa Fe Játékvezető: Sálvio Fagundes (brazil) |

| Argentína | Kolumbia |

| ARGENTÍNA:           |    |                   |     |     |
|                      |    |                   |     |     |
| GK                   | 23 | Sergio Romero     |     |     |
| RB                   | 3  | Pablo Zabaleta    |     |     |
| CB                   | 4  | Nicolás Burdisso  |     |     |
| CB                   | 6  | Gabriel Milito    |     |     |
| LB                   | 8  | Javier Zanetti    |     |     |
| RM                   | 19 | Éver Banega       |     | 71' |
| CM                   | 14 | Javier Mascherano |     |     |
| LM                   | 5  | Esteban Cambiasso |     | 64' |
| RW                   | 21 | Ezequiel Lavezzi  |     | 64' |
| LW                   | 11 | Carlos Tévez      |     |     |
| CF                   | 10 | Lionel Messi      |     |     |
| Cserék:              |    |                   |     |     |
| FW                   | 16 | Sergio Agüero     |     | 64' |
| MF                   | 20 | Fernando Gago     | 90' | 64' |
| FW                   | 9  | Gonzalo Higuaín   |     | 71' |
| Szövetségi kapitány: |    |                   |     |     |
| Sergio Batista       |    |                   |     |     |

| KOLUMBIA:            |    |                     |       |       |
|                      |    |                     |       |       |
| GK                   | 12 | Neco Martínez       |       |       |
| RB                   | 18 | Juan Zúñiga         |       |       |
| CB                   | 14 | Luis Amaranto Perea |       |       |
| CB                   | 3  | Mario Yepes         |       |       |
| LB                   | 7  | Pablo Armero        |       |       |
| DM                   | 6  | Carlos Sánchez      |       |       |
| RM                   | 20 | Adrián Ramos        |       | 89'   |
| CM                   | 8  | Abel Aguilar        | 6'    |       |
| CM                   | 13 | Fredy Guarín        |       |       |
| LM                   | 17 | Dayro Moreno        | 90+1' | 90+1' |
| CF                   | 9  | Radamel Falcao      |       | 87'   |
| Cserék:              |    |                     |       |       |
| FW                   | 19 | Teófilo Gutiérrez   |       | 87'   |
| MF                   | 16 | Elkin Soto          |       | 89'   |
| DF                   | 22 | Aquivaldo Mosquera  |       | 90+1' |
| Szövetségi kapitány: |    |                     |       |       |
| Hernán Darío Gómez   |    |                     |       |       |

| A mérkőzés játékosa: Sergio Romero (Argentína) Asszisztensek: Marcio Santiago (brazil) Luis Abadie (perui) Negyedik számú játékvezető: Víctor Hugo Rivera (perui) |

## Bolívia – Costa Rica
| 2011. július 7. 19:15 (UTC–3) |

| Bolívia | 0–2               | Costa Rica                |
| ------- | ----------------- | ------------------------- |
|         | (0–0) Jegyzőkönyv | Martínez 59' Campbell 78' |

| Estadio 23 de Agosto, jujuy Játékvezető: Carlos Vera (ecuadori) |

| Bolívia | Costa Rica |

| BOLÍVIA:             |    |                    |          |     |
|                      |    |                    |          |     |
| GK                   | 1  | Carlos Erwin Arias |          |     |
| RB                   | 4  | Lorgio Álvarez     | 35'      |     |
| CB                   | 16 | Ronald Raldes      |          |     |
| CB                   | 5  | Ronald Rivero      | 65′, 70′ |     |
| LB                   | 3  | Luis Gutiérrez     | 87'      |     |
| RM                   | 7  | Edivaldo Rojas     |          | 67' |
| CM                   | 15 | Jaime Robles       |          | 67' |
| CM                   | 6  | Wálter Flores      | 75′      |     |
| LM                   | 21 | Jhasmani Campos    | 73'      | 79' |
| CF                   | 17 | Juan Carlos Arce   |          |     |
| CF                   | 9  | Marcelo Martins    | 57'      |     |
| Cserék:              |    |                    |          |     |
| MF                   | 19 | José Luis Chávez   |          | 67' |
| FW                   | 11 | Alcides Peña       |          | 67' |
| MF                   | 8  | Ronald García      |          | 79' |
| Szövetségi kapitány: |    |                    |          |     |
| Gustavo Quinteros    |    |                    |          |     |

| COSTA RICA:          |    |                    |     |     |
|                      |    |                    |     |     |
| GK                   | 18 | Leonel Moreira     |     |     |
| RB                   | 3  | Jhonny Acosta      |     |     |
| CB                   | 19 | Óscar Duarte       | 46' |     |
| LB                   | 2  | Francisco Calvo    |     |     |
| CM                   | 20 | Pedro Leal         |     |     |
| CM                   | 8  | David Guzmán       | 29' |     |
| CM                   | 6  | Heiner Mora        |     | 82' |
| RW                   | 4  | José Salvatierra   | 83' |     |
| LW                   | 11 | Diego Madrigal     |     | 45' |
| CF                   | 12 | Joel Campbell      |     |     |
| CF                   | 17 | Josué Martínez     |     | 81' |
| Cserék:              |    |                    |     |     |
| MF                   | 7  | Allen Guevara      |     | 45' |
| FW                   | 21 | César Elizondo     |     | 81' |
| MF                   | 22 | José Miguel Cubero |     | 82' |
| Szövetségi kapitány: |    |                    |     |     |
| Ricardo La Volpe     |    |                    |     |     |

| A mérkőzés játékosa: Joel Campbell (Costa Rica) Asszisztensek: Luis Alvarado (ecuadori) Marvin Torrentera (mexikói) Negyedik számú játékvezető: Francisco Chacón (mexikói) |

## Kolumbia – Bolívia
| 2011. július 10. 16:00 (UTC–3) |

| Kolumbia                  | 2–0               | Bolívia |
| ------------------------- | ----------------- | ------- |
| Falcao 14' 28' (11-esből) | (2–0) Jegyzőkönyv |         |

| Estadio Brigadier General Estanislao López, Santa Fe Játékvezető: Francisco Chacón (mexikói) |

| Kolumbia | Bolívia |

| KOLUMBIA:            |    |                         |  |     |
|                      |    |                         |  |     |
| GK                   | 12 | Neco Martínez           |  |     |
| RB                   | 18 | Juan Zúñiga             |  |     |
| CB                   | 3  | Mario Yepes             |  |     |
| CB                   | 14 | Luis Amaranto Perea     |  |     |
| LB                   | 7  | Pablo Armero            |  |     |
| RM                   | 13 | Fredy Guarín            |  | 50' |
| CM                   | 6  | Carlos Sánchez          |  |     |
| LM                   | 8  | Abel Aguilar            |  |     |
| RW                   | 17 | Dayro Moreno            |  | 46' |
| LW                   | 20 | Adrián Ramos            |  | 77' |
| CF                   | 9  | Radamel Falcao          |  |     |
| Cserék:              |    |                         |  |     |
| FW                   | 11 | Hugo Rodallega          |  | 46' |
| MF                   | 10 | Juan Guillermo Cuadrado |  | 50' |
| MF                   | 16 | Elkin Soto              |  | 77' |
| Szövetségi kapitány: |    |                         |  |     |
| Hernán Darío Gómez   |    |                         |  |     |

| BOLÍVIA:             |    |                    |     |     |
|                      |    |                    |     |     |
| GK                   | 1  | Carlos Erwin Arias |     |     |
| RB                   | 16 | Ronald Raldes      |     |     |
| CB                   | 14 | Christian Vargas   |     |     |
| CB                   | 13 | Santos Amador      |     |     |
| LB                   | 4  | Lorgio Álvarez     |     |     |
| RM                   | 15 | Jaime Robles       |     |     |
| CM                   | 8  | Ronald García      |     |     |
| LM                   | 21 | Jhasmani Campos    | 33' |     |
| RW                   | 7  | Edivaldo Rojas     |     | 46' |
| LW                   | 17 | Juan Carlos Arce   |     | 70' |
| CF                   | 9  | Marcelo Martins    |     | 60' |
| Cserék:              |    |                    |     |     |
| FW                   | 10 | Joselito Vaca      |     | 46' |
| FW                   | 11 | Alcides Peña       |     | 60' |
| FW                   | 18 | Ricardo Pedriel    |     | 70' |
| Szövetségi kapitány: |    |                    |     |     |
| Gustavo Quinteros    |    |                    |     |     |

| A mérkőzés játékosa: Radamel Falcao (Kolumbia) Asszisztensek: Marvin Torrentera (mexikói) Luis Sánchez (venezuelai) Negyedik számú játékvezető: Juan Soto venezuelai) |

## Argentína – Costa Rica
| 2011. július 11. 21:45 (UTC–3) |

| Argentína                     | 3–0               | Costa Rica |
| ----------------------------- | ----------------- | ---------- |
| Agüero 45+1' 52' Di María 63' | (1–0) Jegyzőkönyv |            |

| Estadio Olímpico Chateau Carreras, Córdoba Játékvezető: Víctor Hugo Rivera (perui) |

| Argentína | Costa Rica |

| ARGENTÍNA:           |    |                   |       |     |
|                      |    |                   |       |     |
| GK                   | 23 | Sergio Romero     |       |     |
| RB                   | 3  | Pablo Zabaleta    |       |     |
| CB                   | 4  | Nicolás Burdisso  |       |     |
| CB                   | 6  | Gabriel Milito    | 21'   |     |
| LB                   | 8  | Javier Zanetti    | 38'   |     |
| DM                   | 20 | Fernando Gago     |       |     |
| DM                   | 14 | Javier Mascherano |       |     |
| RW                   | 10 | Lionel Messi      |       |     |
| LW                   | 16 | Sergio Agüero     |       | 84' |
| AM                   | 7  | Ángel Di María    |       | 79' |
| CF                   | 9  | Gonzalo Higuaín   |       | 79' |
| Cserék:              |    |                   |       |     |
| MF                   | 18 | Javier Pastore    |       | 79' |
| MF                   | 15 | Lucas Biglia      | 88'   | 79' |
| FW                   | 21 | Ezequiel Lavezzi  | 90+2' | 84' |
| Szövetségi kapitány: |    |                   |       |     |
| Sergio Batista       |    |                   |       |     |

| COSTA RICA:          |    |                    |     |     |
|                      |    |                    |     |     |
| GK                   | 18 | Leonel Moreira     |     |     |
| CB                   | 19 | Óscar Duarte       | 48' |     |
| CB                   | 3  | Jhonny Acosta      |     |     |
| LB                   | 2  | Francisco Calvo    | 44' | 46' |
| RM                   | 4  | José Salvatierra   |     |     |
| CM                   | 20 | Pedro Leal         |     |     |
| CM                   | 22 | José Miguel Cubero |     |     |
| CM                   | 6  | Heiner Mora        |     |     |
| LM                   | 21 | César Elizondo     |     | 56' |
| CF                   | 17 | Josué Martínez     |     | 46' |
| CF                   | 12 | Joel Campbell      |     |     |
| Cserék:              |    |                    |     |     |
| FW                   | 11 | Diego Madrigal     |     | 46' |
| FW                   | 10 | Randall Brenes     |     | 46' |
| MF                   | 5  | Luis Miguel Valle  |     | 56' |
| Szövetségi kapitány: |    |                    |     |     |
| Ricardo La Volpe     |    |                    |     |     |

| A mérkőzés játékosa: Lionel Messi (Argentína) Asszisztensek: Luis Abadie (perui) Nicolas Yegros (paraguayi) Negyedik számú játékvezető: Carlos Amarilla (paraguayi) |

## Külső hivatkozások
- Copa América A 2011-es Copa América hivatalos honlapja